# Colportagewet
De Colportagewet is een Nederlandse wet die consumenten beschermt tegen agressieve verkoopmethoden. Zo worden de huis-aan-huisverkoop en de verkoop op straat aan regels onderworpen. De consument krijgt bijvoorbeeld veertien dagen de tijd om op een overhaast genomen aankoopbeslissing terug te komen. Alleen bij verkoop buiten een verkoopruimte, bijvoorbeeld aan de deur, en bij een aankoopbedrag van hoger dan €50,00 euro, kan de consument zijn/haar geld terugkrijgen. Enkele uitzonderingen zijn van toepassing, en worden genoemd op de pagina van de ConsuWijzer van de Autoriteit Consument en Markt. Bij aankopen op internet is de Wet Koop op Afstand van toepassing. De wet is op 13 juni 2014 vervallen.